# Martini Cars
Martini Cars foi uma equipe francesa de Fórmula 1, fundada por Renato "Tico" Martini em 1965. Disputou apenas a temporada de 1978 da categoria, tendo como piloto René Arnoux.
Sua melhor posição de chegada foi um nono lugar no GP da Áustria. Após a F-1, seguiu disputando o campeonato francês de Fórmula 3 até ser vendida para Guy Ligier em 2004.